# Lhota u Pecky
Lhota u Pecky je vesnice, součást městysu Pecka v okrese Jičín. Nachází se v Krkonošském podhůří, v katastrálním území Lhota u Pecky, jeden kilometr východně od Pecky. Vsí prochází silnice III/28443.
Vesnice, rozložená podél Lhotského potoka, vznikla před rokem 1400. Do roku 1902 byla součástí Staňkova, poté se stala samostatnou obcí. V roce 1960 byla přičleněna k Pecce a v roce 1982 ztratila status části obce.